# 弗格斯 (加利福尼亞州)
弗格斯（英語：Fergus）是位於美國加利福尼亞州默塞德縣的一個非建制地區。該地的面積和人口皆未知。

## 地理
弗格斯的座標為37°19′10″N 120°32′58″W / 37.31944°N 120.54944°W，而該地的平均海拔高度為48米（即157英尺）。